# 烏馬約湖
15°44′34″S 70°11′23″W / 15.74278°S 70.18972°W

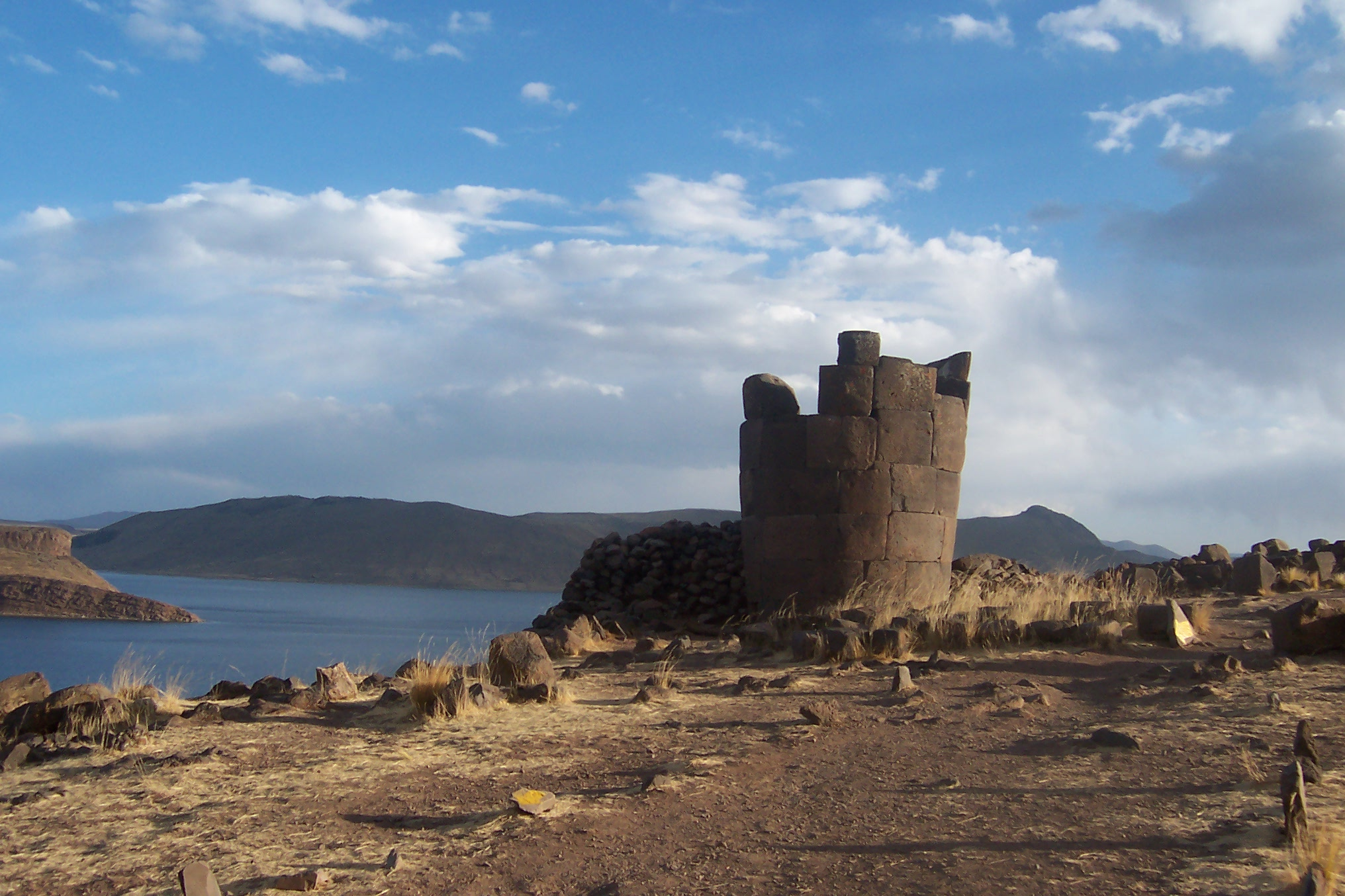

烏馬約湖（西班牙語：Lago Umayo），是秘魯的湖泊，位於該國東南部普諾大區，由普諾省的阿通科利亞區負責管轄，長8公里、寬3公里，該湖泊海拔高度3,844米。